# Macrochirichthys macrochirus
Macrochirichthys macrochirus es una especie de peces de la familia de los
Cyprinidae en el orden de los Cypriniformes.

## Morfología
Los machos pueden alcanzar los 100 cm de longitud total.

## Alimentación
Los alevines comen insectos y los adultos peces.

## Hábitat
Es un pez de agua dulce y de clima tropical.

## Distribución geográfica
Se encuentran en Asia: desde Tailandia hasta el Vietnam y Indonesia, incluyendo las  cuencas de los ríos Chao Phraya y  Mekong.